# David Odonkor
David Odonkor (Bünde, 21 febbraio 1984) è un ex calciatore tedesco, di ruolo centrocampista.

## Caratteristiche tecniche
Poteva giocare come esterno di centrocampo o come ala.
Nel 2001 è stato inserito nella lista dei migliori calciatori stilata da Don Balón.

## Carriera

### Club
Nato da madre tedesca e padre ghanese, ha esordito in Bundesliga con la maglia del Borussia Dortmund il 3 marzo 2002 in occasione del match interno pareggiato contro il St. Pauli: in quell'anno il Borussia vinse il campionato. Dopo essersi diviso fra prima e seconda squadra, viene aggregato in pianta stabile alla prima squadra. Nella stagione 2005-06 salta solamente una partita.
Tra l'agosto ed il settembre 2006, dopo i mondiali di Germania disputati con la stessa Nazionale tedesca, è stato acquistato dal Betis per 6,5 milioni di euro con un contratto di cinque anni. Durante la prima stagione in Spagna colleziona solo 13 presenze con la complicità di un infortunio a un ginocchio. Un altro infortunio al ginocchio lo ha tenuto fuori per tre mesi al secondo anno col Betis. Torna ma parte spesso dalla panchina. Nella prima parte dell'annata 2009-10, con la squadra che nel frattempo era retrocessa in Segunda División, Odonkor subisce un ulteriore infortunio e resta definitivamente fuori fino al termine del suo contratto in scadenza nel 2011.
Nel settembre 2011 scende in seconda serie tedesca passando all'Alemannia Aachen.
Il 12 luglio 2012 viene tesserato dalla squadra ucraina dell'Hoverla.

### Nazionale
Nel maggio 2006, pur non essendo mai stato chiamato prima in Nazionale, è stato incluso dal c.t. Jürgen Klinsmann nella lista dei 23 convocati per il campionato mondiale 2006. È diventato così il secondo calciatore tedesco della storia a partecipare ad un Mondiale pur non avendo alcuna convocazione alle spalle: precedentemente era accaduto a Oliver Kahn in occasione di Stati Uniti 1994.
Ha fatto il suo esordio in maglia tedesca il 30 maggio 2006, in un'amichevole con il Giappone. Durante il mondiale del mese successivo si è messo in luce servendo l'assist per il gol di Oliver Neuville nel match contro la Polonia. La squadra ha poi chiuso terza.
Nell'estate del 2008 ha fatto parte della squadra che ha partecipato al campionato d'Europa 2008 in Svizzera ed Austria.

## Statistiche

### Cronologia presenze e reti in nazionale
| Cronologia completa delle presenze e delle reti in nazionale ― Germania | Cronologia completa delle presenze e delle reti in nazionale ― Germania | Cronologia completa delle presenze e delle reti in nazionale ― Germania | Cronologia completa delle presenze e delle reti in nazionale ― Germania | Cronologia completa delle presenze e delle reti in nazionale ― Germania | Cronologia completa delle presenze e delle reti in nazionale ― Germania | Cronologia completa delle presenze e delle reti in nazionale ― Germania | Cronologia completa delle presenze e delle reti in nazionale ― Germania |
| Data                                                                    | Città                                                                   | In casa                                                                 | Risultato                                                               | Ospiti                                                                  | Competizione                                                            | Reti                                                                    | Note                                                                    |
| ----------------------------------------------------------------------- | ----------------------------------------------------------------------- | ----------------------------------------------------------------------- | ----------------------------------------------------------------------- | ----------------------------------------------------------------------- | ----------------------------------------------------------------------- | ----------------------------------------------------------------------- | ----------------------------------------------------------------------- |
| 30-5-2006                                                               | Leverkusen                                                              | Germania                                                                | 2 – 2                                                                   | Giappone                                                                | Amichevole                                                              | -                                                                       | 63’ 67’                                                                 |
| 9-6-2006                                                                | Monaco di Baviera                                                       | Germania                                                                | 4 – 2                                                                   | Costa Rica                                                              | Mondiali 2006 - 1º turno                                                | -                                                                       | 90’                                                                     |
| 14-6-2006                                                               | Dortmund                                                                | Germania                                                                | 1 – 0                                                                   | Polonia                                                                 | Mondiali 2006 - 1º turno                                                | -                                                                       | 63’ 68’                                                                 |
| 30-6-2006                                                               | Berlino                                                                 | Germania                                                                | 1 – 1 dts (5 – 3 dtr)                                                   | Argentina                                                               | Mondiali 2006 - Quarti di finale                                        | -                                                                       | 62’ 94’                                                                 |
| 4-7-2006                                                                | Dortmund                                                                | Germania                                                                | 0 – 2 dts                                                               | Italia                                                                  | Mondiali 2006 - Semifinale                                              | -                                                                       | 83’                                                                     |
| 16-8-2006                                                               | Gelsenkirchen                                                           | Germania                                                                | 3 – 0                                                                   | Svezia                                                                  | Amichevole                                                              | -                                                                       | 82’                                                                     |
| 6-9-2006                                                                | San Marino                                                              | San Marino                                                              | 0 – 13                                                                  | Germania                                                                | Qual. Euro 2008                                                         | -                                                                       | 46’ 74’                                                                 |
| 7-10-2006                                                               | Rostock                                                                 | Germania                                                                | 2 – 0                                                                   | Georgia                                                                 | Amichevole                                                              | -                                                                       |                                                                         |
| 11-10-2006                                                              | Bratislava                                                              | Slovacchia                                                              | 1 – 4                                                                   | Germania                                                                | Qual. Euro 2008                                                         | -                                                                       | 76’                                                                     |
| 15-11-2006                                                              | Nicosia                                                                 | Cipro                                                                   | 1 – 1                                                                   | Germania                                                                | Qual. Euro 2008                                                         | -                                                                       | 79’                                                                     |
| 22-8-2007                                                               | Londra                                                                  | Inghilterra                                                             | 1 – 2                                                                   | Germania                                                                | Amichevole                                                              | -                                                                       | 54’                                                                     |
| 12-9-2007                                                               | Colonia                                                                 | Germania                                                                | 3 – 1                                                                   | Romania                                                                 | Amichevole                                                              | 1                                                                       | 60’                                                                     |
| 17-10-2007                                                              | Monaco di Baviera                                                       | Germania                                                                | 0 – 3                                                                   | Rep. Ceca                                                               | Qual. Euro 2008                                                         | -                                                                       |                                                                         |
| 27-5-2008                                                               | Kaiserslautern                                                          | Germania                                                                | 2 – 2                                                                   | Bielorussia                                                             | Amichevole                                                              | -                                                                       | 79’                                                                     |
| 31-5-2008                                                               | Gelsenkirchen                                                           | Germania                                                                | 2 – 1                                                                   | Serbia                                                                  | Amichevole                                                              | -                                                                       | 79’                                                                     |
| 12-6-2008                                                               | Klagenfurt am Wörthersee                                                | Croazia                                                                 | 2 – 1                                                                   | Germania                                                                | Euro 2008 - 1º turno                                                    | -                                                                       | 46’                                                                     |
| Totale                                                                  |                                                                         | Presenze                                                                | 16                                                                      |                                                                         | Reti                                                                    | 1                                                                       |                                                                         |

## Palmarès

### Club
- Campionato tedesco: 1

Borussia Dortmund: 2001-2002